# Brachyvatus borrei
Brachyvatus borrei är en skalbaggsart som först beskrevs av Sharp 1882.  Brachyvatus borrei ingår i släktet Brachyvatus och familjen dykare. Inga underarter finns listade i Catalogue of Life.